# George MacKay (Schauspieler)

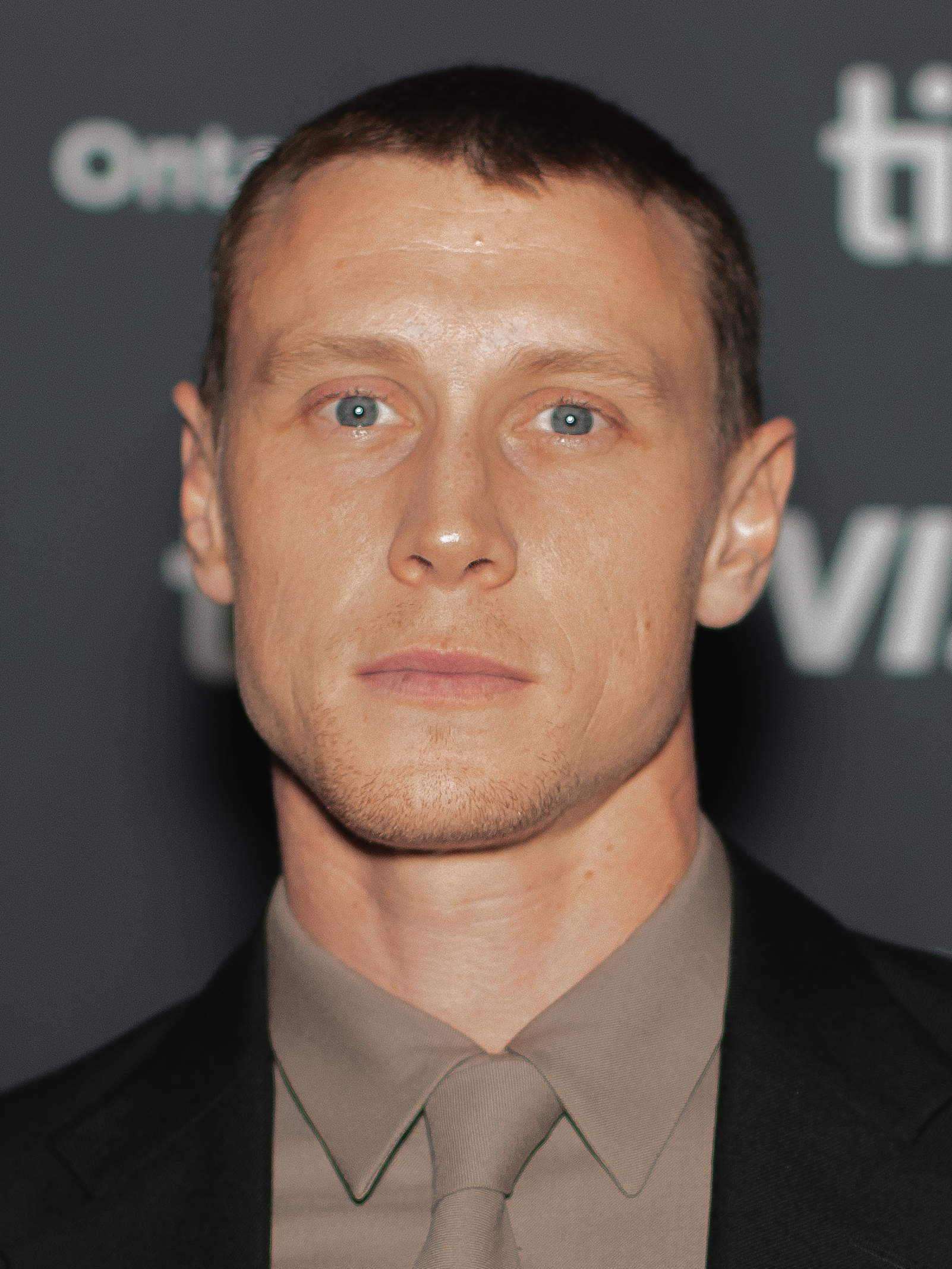
George MacKay (2024)

George MacKay (* 13. März 1992 in London, Vereinigtes Königreich) ist ein britischer Filmschauspieler.

## Leben
MacKay wurde im Londoner Stadtteil Hammersmith geboren. Seine Mutter war Kostümbildnerin, sein Vater Bühnenmeister. Er wusste bereits früh, dass er Schauspieler werden wollte. 1997, im Alter von fünf Jahren, inszenierte er mit Freunden Peter und der Wolf und machte so bereits Talentscouts auf sich aufmerksam.
Doch erst 2003 erfolgte MacKays Durchbruch, als er für Peter Pan die Nebenrolle eines verlorenen Jungen spielte. 2006 stand er sowohl in Herr der Diebe als auch in Tsunami – Die Killerwelle bereits in größeren Rollen vor der Kamera. 2008 trat MacKay in Defiance – Für meine Brüder, die niemals aufgaben als Aron Bielski neben Daniel Craig auf.
2008 wurde mit ihm eine der Hauptrollen in The Boys Are Back – Zurück ins Leben besetzt, für die er 2009 bei den British Independent Film Awards in der Kategorie „Bester Newcomer“ und 2010 bei den London Critics Circle Film Awards in der Kategorie „Bester britischer Nachwuchs“ nominiert war.
2019 übernahm er eine der beiden zentralen Rollen im Kriegsfilm 1917 des Regisseurs Sam Mendes.
Im Jahr 2017 wurde MacKay im Rahmen der Filmfestspiele von Cannes mit der Trophée Chopard ausgezeichnet. Ende Juni 2020 wurde George MacKay ein Mitglied der Academy of Motion Picture Arts and Sciences. MacKay hat eine Schwester.

## Filmografie (Auswahl)
- 2003: Peter Pan

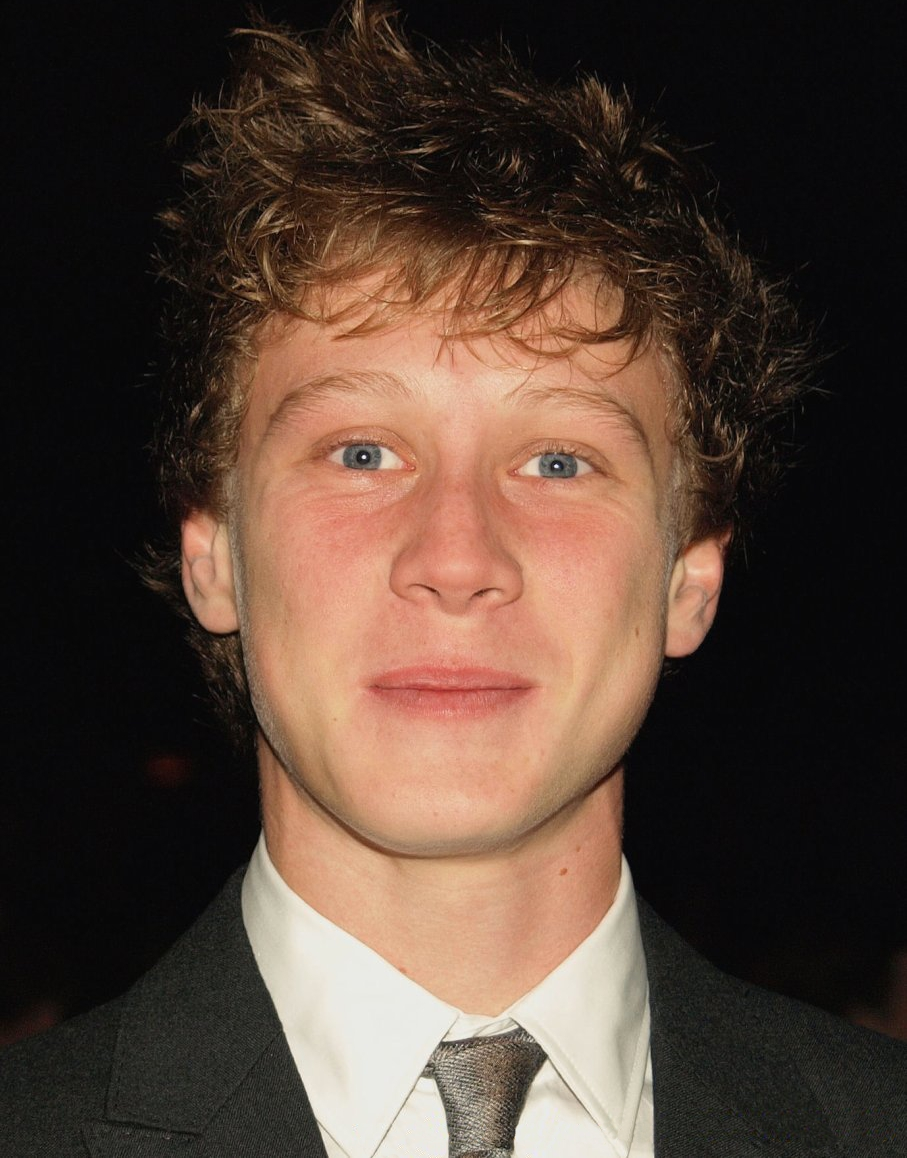
George MacKay (2009)

- 2004: Rose and Maloney (Fernsehserie, 2 Folgen)
- 2005: Footprints in the Snow
- 2005: The Brief (Fernsehserie, 2 Folgen)
- 2006: Herr der Diebe (The Thief Lord)
- 2006: Johnny and the Bomb (Fernsehserie, 3 Folgen)
- 2006: Tsunami – Die Killerwelle (Tsunami: The Aftermath, Fernsehfilm)
- 2007: The Old Curiosity Shop (Fernsehfilm)
- 2008: Defiance – Für meine Brüder, die niemals aufgaben (Defiance)
- 2009: The Boys Are Back – Zurück ins Leben (The Boys Are Back)
- 2011: French Exchange
- 2011: Hunky Dory
- 2011: The Devil’s Dosh
- 2012: Private Peaceful
- 2013: For Those in Peril
- 2013: How I Live Now
- 2013: Make My Heart Fly – Verliebt in Edinburgh (Sunshine on Leith)
- 2014: Pride
- 2016: 11.22.63 – Der Anschlag (11.22.63, Fernsehserie)
- 2016: Captain Fantastic – Einmal Wildnis und zurück (Captain Fantastic)
- 2017: Das Geheimnis von Marrowbone (Marrowbone)
- 2018: Where Hands Touch
- 2018: Ophelia
- 2019: Outlaws – Die wahre Geschichte der Kelly Gang (True History of the Kelly Gang)
- 2019: 1917
- 2021: Wolf
- 2021: München – Im Angesicht des Krieges (Munich: The Edge of War)
- 2022: I Came By
- 2023: Femme
- 2023: The Beast (La Bête)
- 2024: The End

## Auszeichnungen (Auswahl)
AACTA Award
- 2020: Nominierung als bester Hauptdarsteller (Outlaws – Die wahre Geschichte der Kelly Gang)

Screen Actors Guild Award
- 2017: Nominierung als Mitglied des besten Schauspielensembles in einem Film (Captain Fantastic – Einmal Wildnis und zurück)[5]